# Smog
Nelle scienze ambientali lo smog (termine inglese, incrocio di smoke, "fumo", e fog, "nebbia"; pronuncia inglese /smɒɡ/, italianizzata in /ˈzmɔɡ/), chiamato talora nebbia nera, è una forma di inquinamento atmosferico nei bassi strati dell'atmosfera terrestre.
La sua prima comparsa viene generalmente identificata in un articolo del 1905, presentato a un convegno sulla salute pubblica. Quando venne coniato il termine, esso era applicato a un particolare fenomeno atmosferico, descritto qui sotto come "smog di tipo tradizionale".
Il termine viene utilizzato per indicare l'inquinamento atmosferico che si manifesta con forme simili alla nebbia, alla foschia o alla caligine negli strati bassi dell'atmosfera, normalmente in condizioni di calma di vento e di inversioni termiche alle basse quote dovuto alla presenza di particolato ed altri inquinanti.

## Tipologie

### Smogdi tipo tradizionale
Durante la rivoluzione industriale nelle grandi città come Londra veniva fatto un largo uso del carbone come combustibile. Il particolato prodotto dalla sua combustione e la nebbia si combinavano in un aerosol di anidride solforosa e anidride solforica; queste si combinano poi con l'acqua atmosferica formando acido solforoso e acido solforico (fenomeno analogo alla formazione delle piogge acide).
Lo smog risulta nocivo alla salute dell'uomo e degli animali superiori – irritante per gli occhi e per le vie respiratorie e pure cancerogeno -, ma anche per le piante e per gli ecosistemi acquatici. Inoltre, per la sua acidità, è in grado di corrodere lentamente edifici e monumenti.
Lo smog di tipo tradizionale viene anche chiamato smog invernale o smog di Londra perché più comune d'inverno e più comune nelle città a climi freddi e umidi, come Londra. Dal punto di vista chimico, questo smog viene chiamato smog riducente.
Oggi lo smog di tipo tradizionale si forma più raramente e di solito in forme più lievi. L'industria ed il riscaldamento domestico utilizzano infatti in modo più limitato il carbone; in alcuni paesi, come l'Italia, quest'uso è quasi del tutto scomparso. Altri combustibili, come il gasolio, producono particolato, ma in quantità minori. Il problema non è tuttavia scomparso.
Per quanto riguarda la formazione di acidi, è stato compiuto un grande sforzo per ridurre il contenuto di zolfo dei combustibili in generale (in particolare carbone e gasolio).
Studi epidemiologici hanno dimostrato che l'esposizione allo smog invernale è associata a una serie di conseguenze per la salute. Numerosi autori hanno cercato di stabilire una soglia della concentrazione media nelle 24 ore di SO2 e/o particelle in sospensione, al di sotto della quale non si verificano effetti significativi sulla mortalità. L'Organizzazione Mondiale della Sanità ha concluso che il più basso livello di inquinamento riscontrato in associazione con un incremento della mortalità per esposizione allo smog invernale corrisponde ad una concentrazione media nelle 24 ore di 500 µg/m³ di SO2 combinata con 500 µg/m³ di fumo nero.

### Losmogfotochimico
La locuzione "smog fotochimico" indica un insieme di processi che coinvolgono ozono, ossidi di azoto e composti organici volatili. Essenziale per l'innesco delle reazioni è la presenza di radiazione solare.
Lo smog fotochimico è un particolare inquinamento dell'aria che si produce nelle giornate caratterizzate da condizioni meteorologiche di stabilità e di forte insolazione.
Lo smog fotochimico si manifesta con una leggera foschia di colore giallo-marrone che può provocare irritazione agli occhi e disturbi respiratori. Altri effetti sull'ambiente riguardano possibili danni alla vegetazione (riduzione della produttività di colture) e alle cose (rapido deterioramento delle superfici e dei materiali).
Gli ossidi di azoto (NOx) e i composti organici volatili (COV), emessi nell'atmosfera da molti processi naturali o antropici, vanno incontro ad un complesso sistema di reazioni fotochimiche indotte dalla luce ultravioletta presente nei raggi del sole; il tutto porta alla formazione di ozono (O3), perossiacetilnitrato (PAN), perossibenzoilnitrato (PBN), aldeidi e centinaia di altre sostanze. 
Questo particolare smog si può facilmente individuare per il suo caratteristico colore che va dal giallo-arancio al marroncino, colorazione dovuta alla presenza nell'aria di grandi quantità di biossido di azoto. 
I composti che costituiscono lo smog fotochimico sono sostanze tossiche per gli esseri umani, per gli animali ed anche per i vegetali, inoltre sono in grado di degradare molti materiali diversi per il loro forte potere ossidante.
Lo smog fotochimico viene anche chiamato smog estivo o smog di Los Angeles perché più comune nei climi caldi e asciutti, come accade tipicamente nella città di Los Angeles (i primi casi di smog fotochimico vennero segnalati intorno al 1940 a Los Angeles). Dal punto di vista chimico, questo smog viene chiamato smog ossidante. 
Lo smog fotochimico è generalmente importante d'estate, quando a causa del ruolo assunto dalla radiazione solare nel sistema di reazioni chimiche di base, più frequentemente si superano i limiti di legge per l'ozono, principale tracciante del processo.

#### Effetti sanitari dellosmogfotochimico
Non sono ancora ben chiari gli effetti provocati da una lunga esposizione a basse concentrazioni di ozono anche se si sta avvalorando la tesi secondo la quale ciò comporterebbe una accelerazione nell'invecchiamento del tessuto polmonare a causa dell'ossidazione di alcuni composti nelle proteine (Seinfeld, 1986). Gli effetti acuti sono più documentati rispetto a quelli cronici. Studi controllati condotti a livelli di esposizione di circa 190 µg/m³, riportano per bambini e giovani sintomi come fastidio al petto, tosse, mal di testa. Il rischio derivante dall'esposizione a ozono dipende dalla durata dell'esposizione e dalla concentrazione presente; i maggiori effetti sono stati riscontrati per un tempo di esposizione superiore all'ora (Kinney, 1994).
Inquinanti come l'ozono, i perossiacetilnitrati, il biossido di zolfo e l'etene, possono penetrare nelle piante attraverso gli stomi delle foglie dove distruggono la clorofilla. Le conseguenze sulle piante sono deleterie, dall'interruzione della crescita fino alla morte. Il valore di soglia, spesso espresso in AOT40 (Accumulated ozone over Threshold of 40 ppb), al di sopra del quale si manifestano danni fogliari visibili sulle piante sensibili, è di 700 ppb/ora, calcolato su tre giorni. Il valore di soglia oltre il quale si verificano cali di resa alle colture più sensibili. è di 5300 ppb/ora di ozono determinato nei tre mesi della stagione vegetativa (Velissariou et. al., 1996).
L'effetto dell'ozono troposferico sulla funzione polmonare ed i sintomi respiratori sono stati ben documentati (EPA, 1992) nelle situazioni di episodi acuti di inquinamento fotochimico.

## Effetti sull'ambiente

### Smoged effetto serra
Lo smog contribuisce ad aumentare l'effetto serra, poiché contribuisce alla formazione dei cosiddetti gas serra, come l'anidride carbonica e l'anidride solforosa (smog di Londra), gli ossidi d'azoto e altri (smog di Los Angeles).

### Smoge piogge acide
Le piogge acide sono causate essenzialmente dagli ossidi di zolfo (SOx) e, in parte minore, dagli ossidi d'azoto (NOx). Si è visto che questi gas sono tipicamente presenti nello smog, dal quale passano alla pioggia direttamente o indirettamente.
Se non entrano in contatto con goccioline d'acqua, questi gas possono depositarsi sul suolo con meccanismi differenti governati dalle dimensioni delle particelle (per impatto e gravità), dallo stato d'aria a contatto con la superficie ricevente e dalla struttura chimica e fisica della superficie stessa. In ogni caso i depositi secchi di SOx e di NOx conducono rapidamente alla formazione dei relativi acidi al suolo.
Questi argomenti sono approfonditi nell'apposita voce.

## Traduzione del termine
In italiano è stato proposto dal linguista Arrigo Castellani, tra il serio e il faceto (in un articolo critico sull'abuso di termini inglesi nella lingua italiana, articolo dal titolo Morbus anglicus comparso nel 1987 in Studi Linguistici Italiani, XIII, pp. 137-153), il calco fubbia, composto appunto di "fu[mo]" e "[ne]bbia".

## Disastri rilevanti
Disastri rilevanti a causa dello smog sono registrati a Donora in Pennsylvania e il Grande smog a Londra.